# Ivo Čarman
Ivo Čarman (* 24. September 1959 in Kranj) ist ein ehemaliger jugoslawischer Skilangläufer.

## Werdegang
Čarman, der für den SK Triglav Kranj startete, trat international erstmals bei den Olympischen Winterspielen 1980 in Lake Placid in Erscheinung. Dort belegte er den 41. Platz über 15 km und den 33. Rang über 30 km. Vier Jahre später kam er bei den Olympischen Winterspielen in Sarajevo auf den 40. Platz über 30 km, auf den 35. Rang über 15 km und zusammen mit Jože Klemenčič, Janež Kršinar und Dušan Đurišič auf den 12. Platz in der Staffel. Bei den Weltmeisterschaften 1985 in Seefeld in Tirol lief er auf den 48. Platz über 50 km, auf den 40. Rang über 30 km und auf den 39. Platz über 15 km und bei den Weltmeisterschaften 1987 in Oberstdorf auf den 41. Platz über 15 km klassisch, auf den 37. Rang über 50 km Freistil und auf den 13. Platz mit der Staffel.